# Číměř (kraj południowoczeski)
Číměř – wieś i gmina w Czechach, w powiecie Jindřichův Hradec, w kraju południowoczeskim.
1 stycznia 2017 gminę zamieszkiwało 718 osób, a ich średni wiek wynosił 42,2 roku.